# Fischbach-Oberraden
Fischbach-Oberraden ist eine Ortsgemeinde im Eifelkreis Bitburg-Prüm in Rheinland-Pfalz. Sie gehört der Verbandsgemeinde Südeifel an.

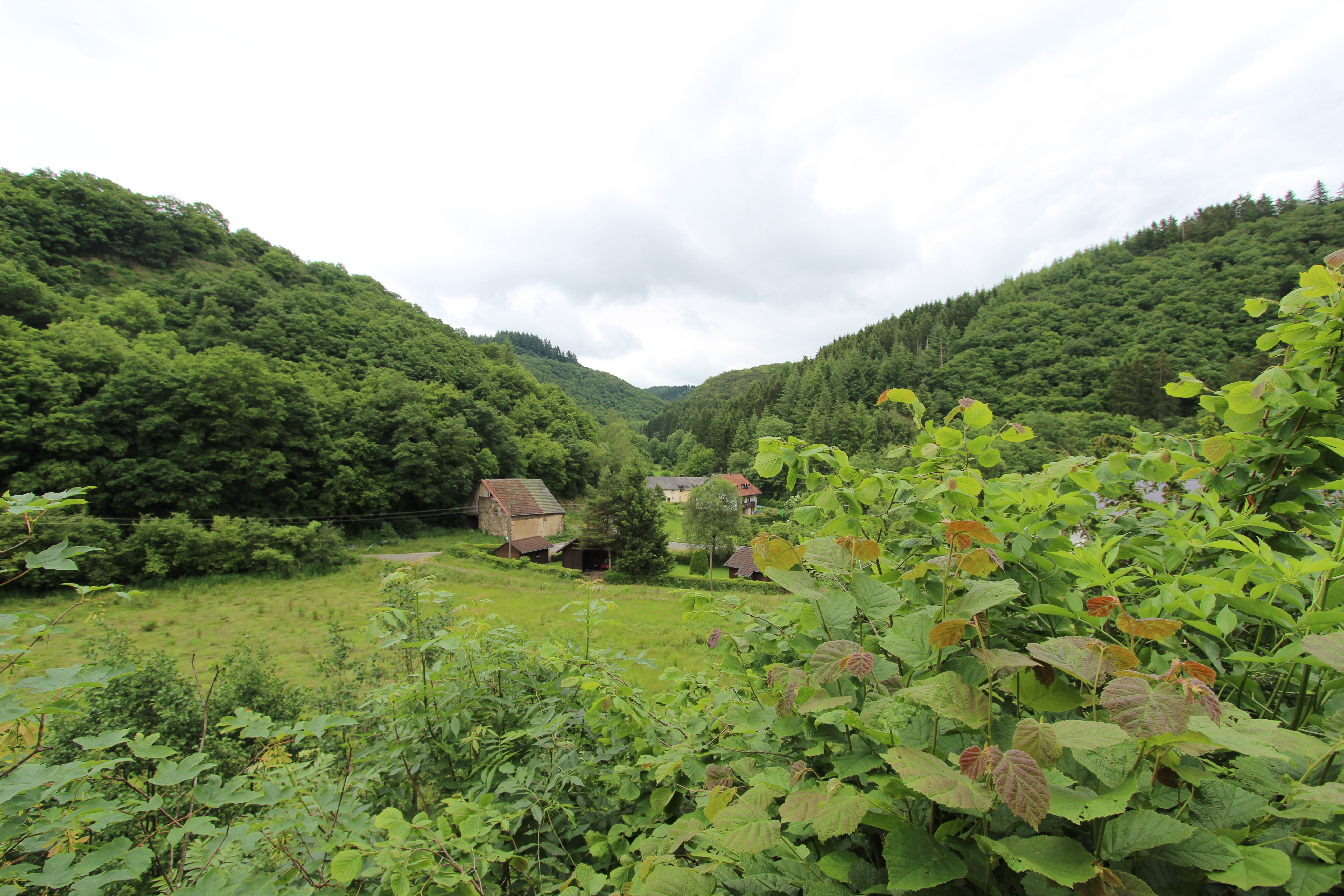
Fischbach-Oberraden

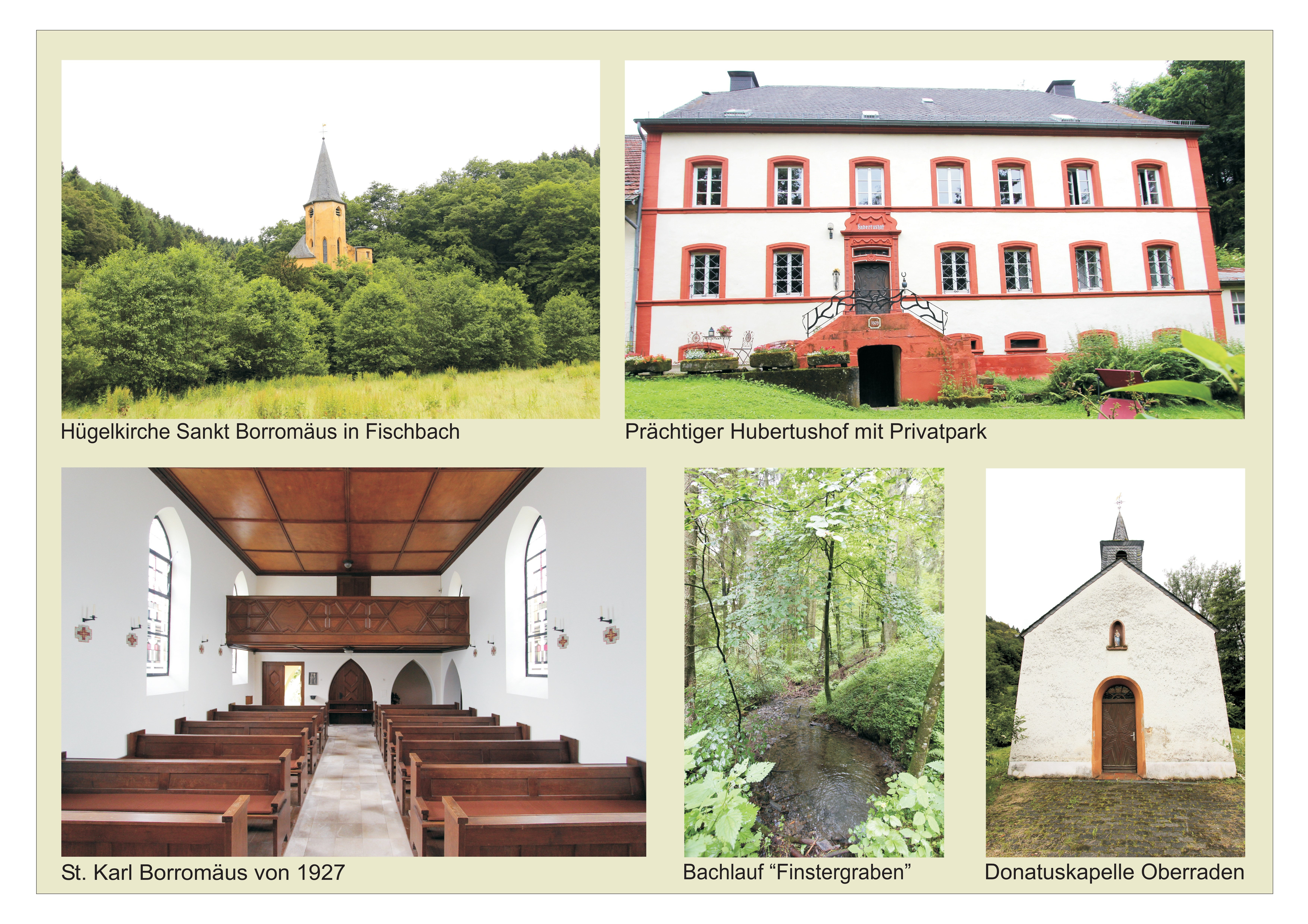
Sehenswürdigkeiten

## Geographie
Fischbach liegt im Naturpark Südeifel im dicht bewaldeten Radenbachtal. Erwähnenswert ist der durch den Ort fließende Radenbach, ein Nebenfluss der Enz, in dem Wildforellen vorkommen. Weiteres Gewässer ist der Radenbach-Nebenbach Eierseif.
Die Gemeinde besteht aus den Ortsteilen Fischbach mit dem Wohnplatz In der Kleiwersdell und Oberraden mit dem Wohnplatz Blockhausen.
Nachbargemeinden sind Berkoth, Weidingen, Utscheid, Niederraden, Neuerburg und Scheuern.

## Geschichte
Der Ort Fischbach wurde erstmals 1332 als „Vixbach“ erwähnt, ist aber vermutlich bereits im 9. Jahrhundert entstanden. Der etwas größere Ort Oberraden taucht dagegen erst 1501 als „Overaden“ in den Urkunden auf.
Beide Orte gehörten bis Ende des 18. Jahrhunderts zum Herzogtum Luxemburg, Fischbach zur Herrschaft Neuerburg, Oberraden zur Grafschaft Vianden.
Nach 1792 hatten französische Revolutionstruppen die Österreichischen Niederlande, zu denen das Herzogtum Luxemburg gehörte, besetzt und im Oktober 1795 annektiert. Von 1795 bis 1814 gehörte beide Orte zum Kanton Neuerburg im Departement der Wälder. Im Jahr 1815 wurde das ehemals luxemburgische Gebiet östlich der Sauer und der Our auf dem Wiener Kongress dem Königreich Preußen zugeordnet. Damit kamen die Gemeinden Fischbach und Oberraden 1816 zum Kreis Bitburg im Regierungsbezirk Trier in der Provinz Großherzogtum Niederrhein, die 1822 in der Rheinprovinz aufging.
1910 lebten in Oberraden 80 und in Fischbach 27 Einwohner. Nach dem Ersten Weltkrieg zeitweise französisch besetzt, wurden die Orte 1946 Teil des damals neu gebildeten Landes Rheinland-Pfalz.
Die heutige Gemeinde Fischbach-Oberraden entstand am 1. Juli 1967 durch Neubildung aus den beiden bis dahin selbständigen Gemeinden Fischbach (15 Einwohner) und Oberraden (57 Einwohner). Seit 1970 gehört sie der Verbandsgemeinde Neuerburg im Landkreis Bitburg-Prüm an, heute Eifelkreis Bitburg-Prüm.
Bevölkerungsentwicklung
Die Entwicklung der Einwohnerzahl von bezogen auf das heutige Gemeindegebiet; die Werte von 1871 bis 1987 beruhen auf Volkszählungen:
| Jahr | Einwohner |
| ---- | --------- |
| 1815 | 107       |
| 1835 | 100       |
| 1871 | 115       |
| 1905 | 118       |
| 1939 | 106       |
| 1950 | 93        |
| 1961 | 72        |

| Jahr | Einwohner |
| ---- | --------- |
| 1970 | 72        |
| 1987 | 61        |
| 1997 | 56        |
| 2005 | 57        |
| 2011 | 75        |
| 2017 | 66        |
| 2022 | 53        |

## Politik

### Gemeinderat
Der Gemeinderat in Fischbach-Oberraden besteht aus sechs Ratsmitgliedern, die bei der Kommunalwahl am 9. Juni 2024 in einer Mehrheitswahl gewählt wurden, und dem ehrenamtlichen Ortsbürgermeister als Vorsitzendem.

### Bürgermeister
Egon Thielen wurde 1999 Ortsbürgermeister von Fischbach-Oberraden. Da bei der Direktwahl am 26. Mai 2019 kein gültiger Wahlvorschlag eingereicht wurde, oblag die Neuwahl des Bürgermeisters gemäß rheinland-pfälzischer Gemeindeordnung dem Rat. Dieser bestätigte Thielen auf seiner konstituierenden Sitzung am 24. Juni 2019 für weitere fünf Jahre in seinem Amt. Für die Direktwahl am 9. Juni 2024 wurde erneut kein Wahlvorschlag eingereicht. Der neu gewählte Gemeinderat bestätigte Egon Thielen am 6. August für weitere fünf Jahre in seinem Amt.

## Kultur und Sehenswürdigkeiten

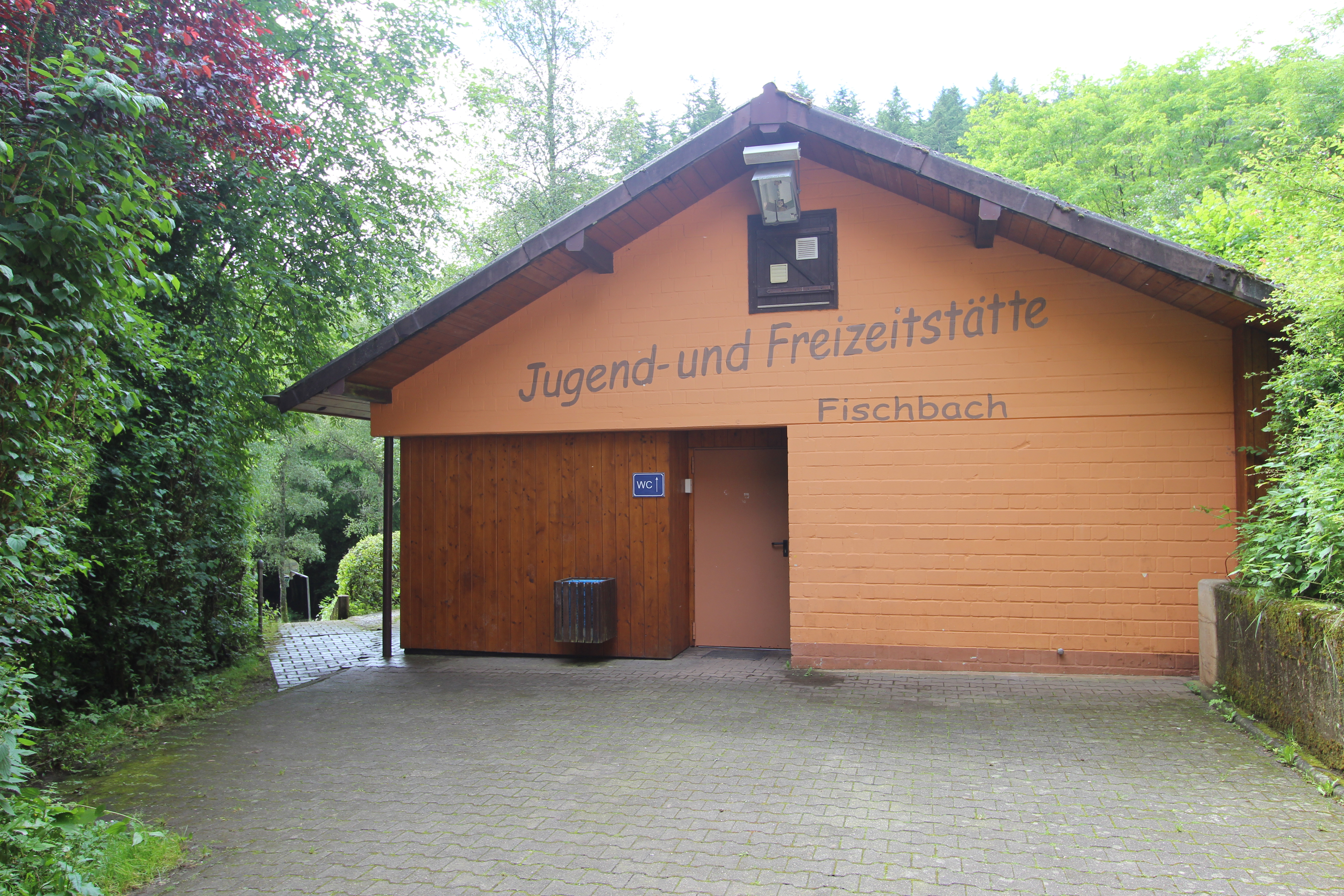
Jugend- und Freizeitstätte

Sowohl Fischbach als auch Oberraden verfügen über jeweils eine eigene Kapelle: Die Fischbacher Kapelle erhebt sich auf einem Felsvorsprung über dem Tal. Die Oberradener Donatus-Kapelle wurde im Zweiten Weltkrieg zerstört und dann wieder aufgebaut.
Der Ort zeichnet sich durch eine naturbelassene Landschaft, seine teilweise moorigen Wiesen sowie durch ein Netz von forstwirtschaftlich genutzten Wegen, die sich gut zum Wandern eignen, aus.
Siehe auch: Liste der Kulturdenkmäler in Fischbach-Oberraden

## Wirtschaft und Infrastruktur

### Wirtschaft
In der Gemeinde ist noch ein Bauer als Vollerwerbslandwirt tätig.
In Fischbach existiert eine Jugend- und Freizeitstätte, die in den 1970er Jahren vom Landkreis geschaffen wurde und seit 1998 privat betrieben wird.
Fischbach-Oberraden verfügt über eine Gaststätte.

### Verkehr
Die Gemeinde wird durch die als Stichstraße angelegte Kreisstraße K 62 an das überregionale Straßennetz angeschlossen.